# Пфраймд (река)
Пфраймд (на немски: Pfreimd; на чешки: Kateřinský potok) е 76 км дълга река в Чехия и Германия в Горнопфалцския валд, Бавария. Извира в Лесна в Пилзенски край, Чехия, тече 20 км в Шумава и се нарича Kateřinský potok и се влива в река Нааб в Бавария.